# Велизар Попов
Велизар Попов (роден на 7 февруари 1976 г. в Пловдив) е бивш български футболист и настоящ футболен треньор.
Попов е известен като най-големия полиглот сред родните треньори. Освен родния си език владее перфектно португалски и английски, а освен това говори свободно испански, италиански и руски.

## Футболна кариера
Велизар Попов е юноша на Локомотив (Пловдив). След това за кратко играе в Сливен, Хебър (Пазарджик) и Спартак (Пловдив). Едва на 23 години решава да спре с футбола и да се посвети на треньорството.

## Треньорска кариера
Попов започва треньорската си кариера в школата на Спартак (Пловдив). През 2002 г. на турнир за подрастващи неговите възпитаници правят фурор, а на трибуните е част от ръководството на Черно море (Варна). Младият специалист получава предложение да поеме набор'89 на „моряците“ и той приема. Води общо 6 години този набор на варненския клуб, който се превръща в най-успешния за последните 20 години. Под ръководството на Попов израстват Даниел Димов, Тодор Колев, Даниел Граматиков и други играчи, които са в професионалния футбол.
През 2007 г. Попов е назначен за помощник на Никола Спасов в първия отбор на Черно море и му асистира в най-успешния период на клуба за последните 50 години. „Моряците“ играят два пъти в евротурнирите, печелят бронзовите медали и стигат до финал за Купата на България.
През септември 2009 г. Спасов напуска варненци и Попов е утвърден за старши треньор. Той дебютира като наставник в А група на 20 септември, когато е едва на 34 години, при домакинската победа с 1:0 над Миньор (Перник). Велизар води Черно море в общо 36 срещи за първенство и три в турнира за купата. Остава в историята като треньорът, при който зелено-белите постигат най-изразителната си победа над Левски (София) - 4:1 за купата през декември 2009 г. Освен това успява да доведе в България супер звездата Марио Жардел, като именно той води преговорите с бразилския голаджия, който подписва с „моряците“ на 30 юни 2010 г.